# 王璜 (正德進士)
王璜（1485年—？），字廷實，號大伾，直隸大名府濬縣人，軍籍，明朝政治人物。

## 生平
正德十四年（1519年）己卯科順天府鄉試第五名舉人。正德十五年（1520年）會試聯捷第十五名，正德十六年（1521年）補行殿試，登第三甲第二百零五名進士。嘉靖二年（1523年）五月选授陕西道試監察御史，巡按浙江，六年九月考察，以酷暴黜職为民。著有《大伾集》。

## 家族
曾祖王仲禮；祖父王道淵；父王選，母秦氏；生母趙氏。永感下。